# PFU (azienda)
PFU Limited è un'azienda di tecnologia dell'informazione giapponese. L'azienda è stata costituita dalla fusione di Panafacom e USAC Electronic Industrial nel 1987.
A partire dal 2019, PFU ha il proprio core business nel settore dell'informatica e consulenza IT. La sua linea di prodotti include scanner, computer integrati e tastiere per computer professionali.
L'azienda possiede una squadra di pallavolo, le PFU BlueCats Kahoku, fondate nel 1979 (quando la società era USAC Electronic Industrial).